# Novokossino (métro de Moscou)
Novokossino (en russe : Новокосино et en anglais : Novokosino) est une station de la ligne Kalininsko-Solntsevskaïa (ligne 8 jaune) du métro de Moscou, située sur le territoire du raïon Novokossino dans le district administratif est de Moscou.
Elle est mise en service en 2012 lors d'un prolongement de la ligne depuis la station précédente.
La station est ouverte tous les jours aux heures de circulation du métro. Elle est desservie par des trolleybus et des autobus.

## Situation sur le réseau
Établie en souterrain, à 9 mètres sous le niveau du sol, la station terminus Novokossino est située au point 163+65 de la ligne Kalininsko-Solntsevskaïa (ligne 8 jaune), avant la station Novoguireïevo (en direction de Tretiakovskaïa).